# جنگل ملی سکویا
جنگل ملی سکویا (به انگلیسی: Sequoia National Forest) یک جنگل ملی در لابلای کوه‌های سیرا نوادا در ایالت کالیفرنیا در آمریکا است.
مساحت این جنگل ۴۶۳۰ کیلومتر مربع است.
پارک ملی سکویا و پارک ملی کینگز کنیون در این جنگل قرار دارند.

## نگارخانه

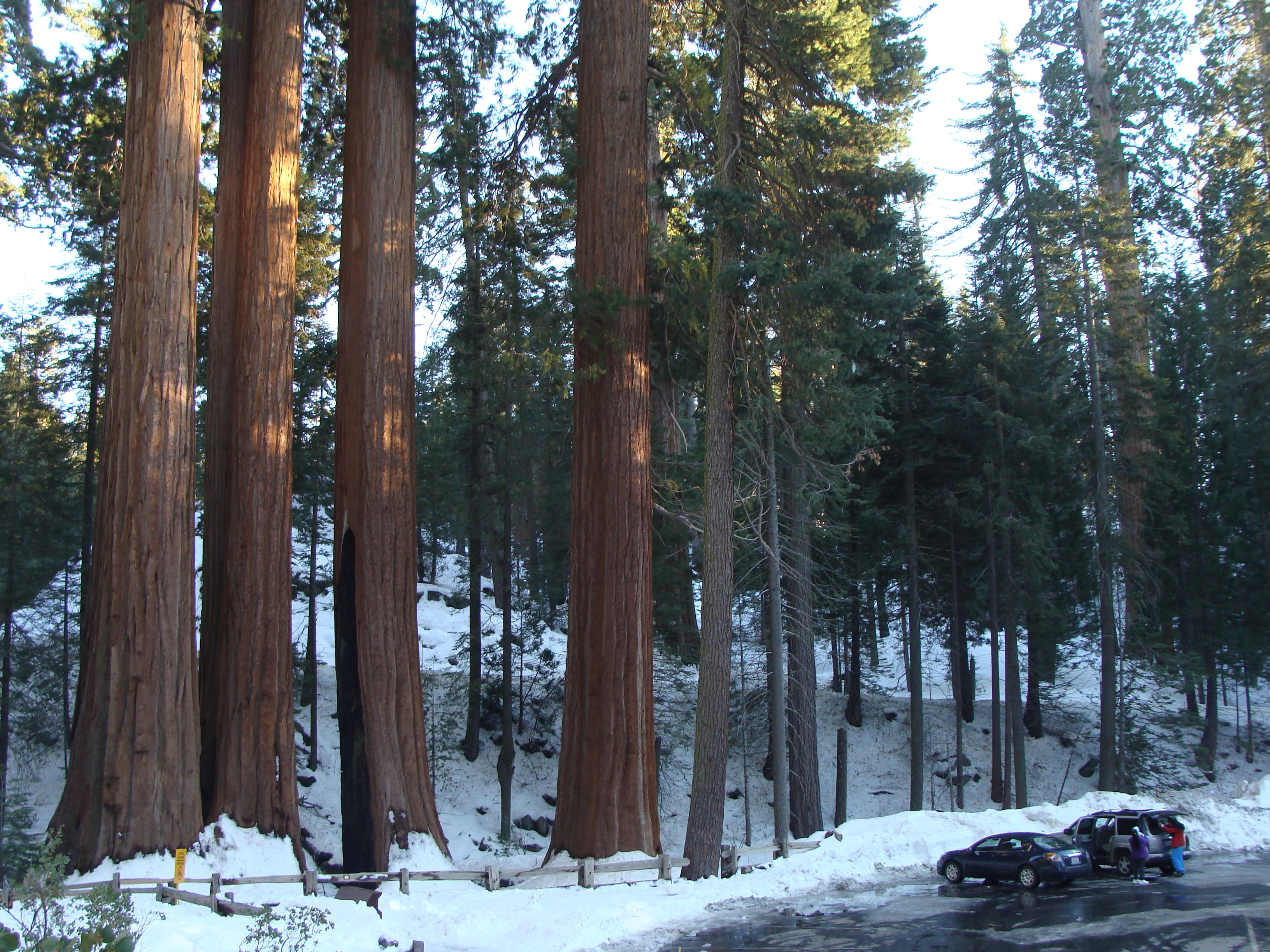
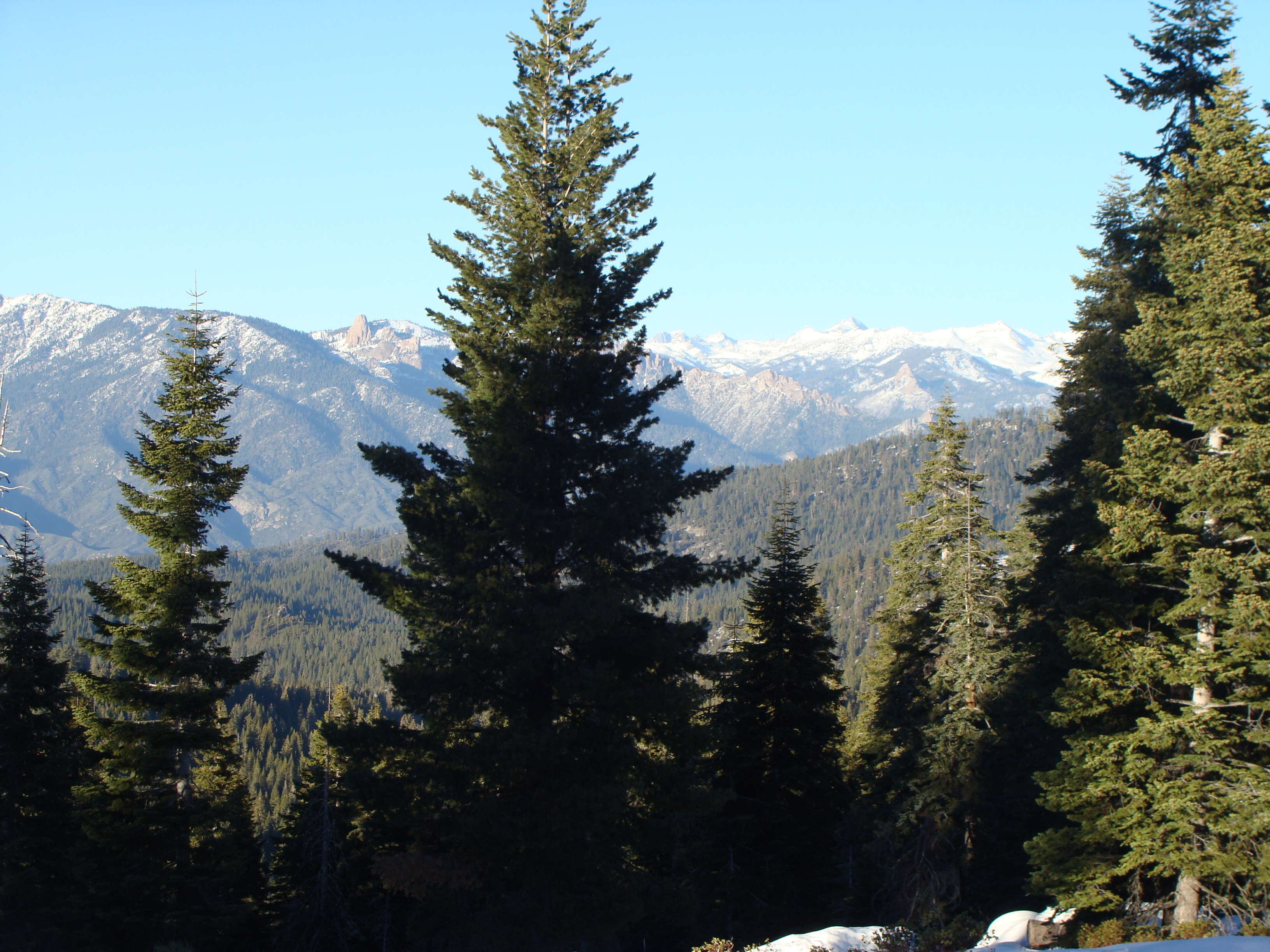
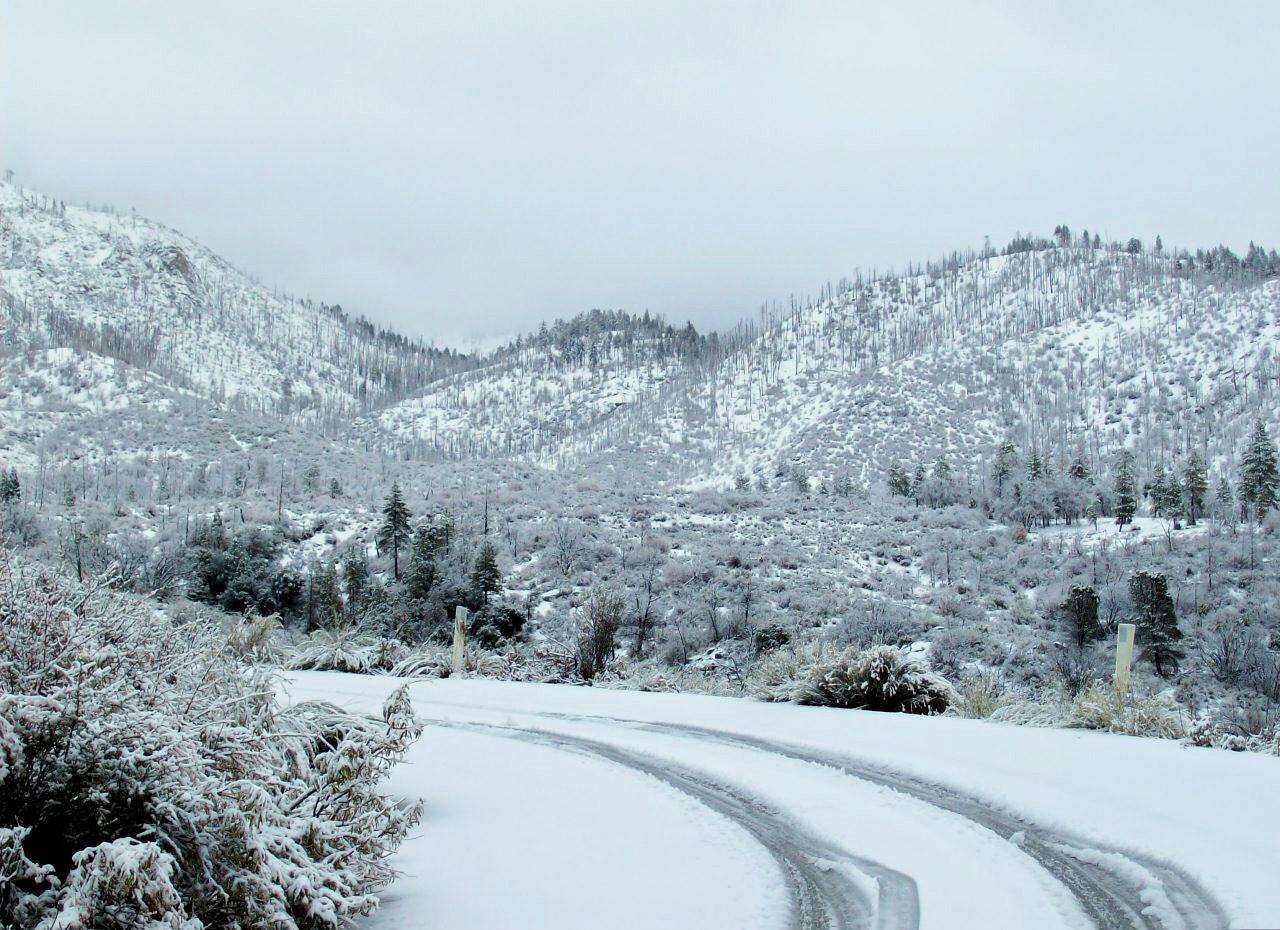